# Rhygyfarch
Rhygyfarch (1057 – 1099) è stato un poeta, scrittore e vescovo cattolico inglese.
Figlio maggiore di Sulien, a cui potrebbe essere succeduto nel 1091 come vescovo di St David's, fu l'autore della Vita di San Davide. Il testo originale fu scritto in latino, ma fu tradotto in gallese più tardi come Buchedd Dewi e contribuì ad accrescere lo status di culto di San Davide e sua madre, Santa Non, in Galles. Rhygyfarch scrisse anche poesie latine, tra cui una che trattava delle diverse versioni del Salterio, e un'altra chiamata Planctus Ricemarch (Lamento di Rhygyfarch), lamentando lo stato di quelle parti del Galles meridionale sotto l'occupazione normanna